# Kemi (bateau-phare)
Kemi était le dernier bateau-phare utilisé en Finlande. Il a été lancé du chantier naval Porin Konepaja Oy à Pori en 1901. Comme d'autres navires phares, le nom du navire variait selon son emplacement. Le navire a porté quatre noms différents avant d'être baptisé Kemi : Äransgrund, Relandersgrund, Relanderinmatala et Rauma. Aujourd'hui, Kemi est un navire musée du Musée maritime de Finlande à Kotka.

## Navire musée
Le Kemi, qui a été cédé en tant que navire musée, a navigué vers Helsinki, son port d'attache final, sur la rive d'Hylkysaari à l'automne 1974 avec ses propres moyens. L'ancien équipage a mis le bateau en condition hivernale pour la dernière fois. Le phare est devenu une partie de la collection du Musée maritime de Finlande.
À l'automne 1975, Kemi a été remorqué pour la réfection du plancher au chantier naval de Suomenlinna. Le baliseur Lonna l'a remorqué jusqu'à Savonlinna, au chantier naval de Rauma-Repola Oy en 1983. le chantier avait promis de garder le navire jusqu'à ce que les fonds de restauration soient disponibles. Le navire a dû attendre plusieurs années sous bâches avant que les travaux de rénovation puissent commencer en 1986.
La rénovation du Kemi a été achevée en 1988 et le navire, remorqué par les autorités maritimes, est revenu à sa place sur le quai du Musée maritime d'Helsinki en 1989. 

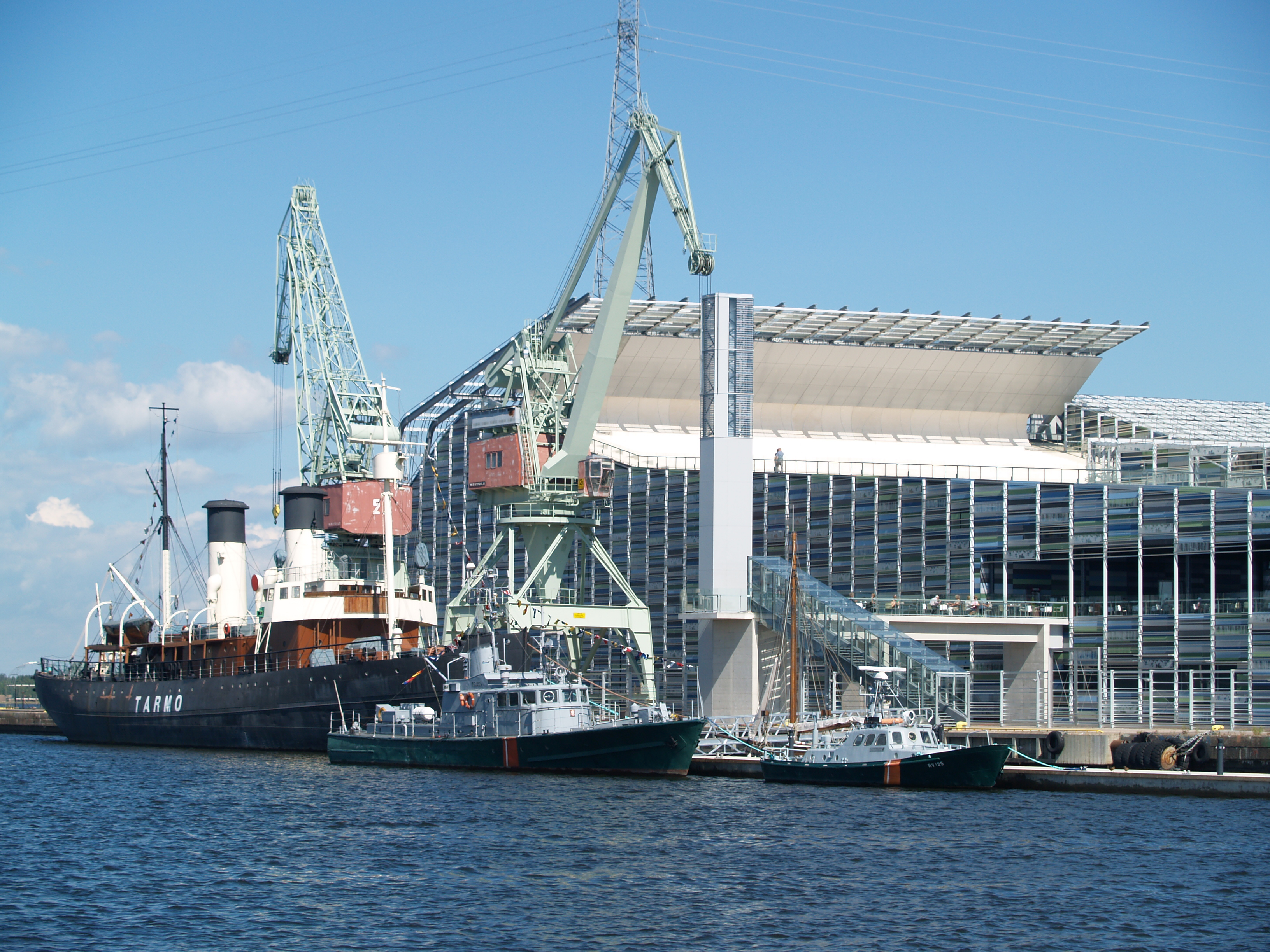
Centre maritime de Vellamo

En 2004, Kemi est retourné à Suomenlinna pour rénovation. La coque du navire a été réhabilitée, après quoi il a été déplacé à Kotka en 2007, où le Musée maritime finlandais et ses collections ont déménagé. Les rénovations se sont poursuivies afin que le navire puisse être ouvert au public au poste d'amarrage des nouveaux locaux du Musée maritime finlandais, le Centre maritime de Vellamo (Merikeskus Vellamo ).

## Galerie

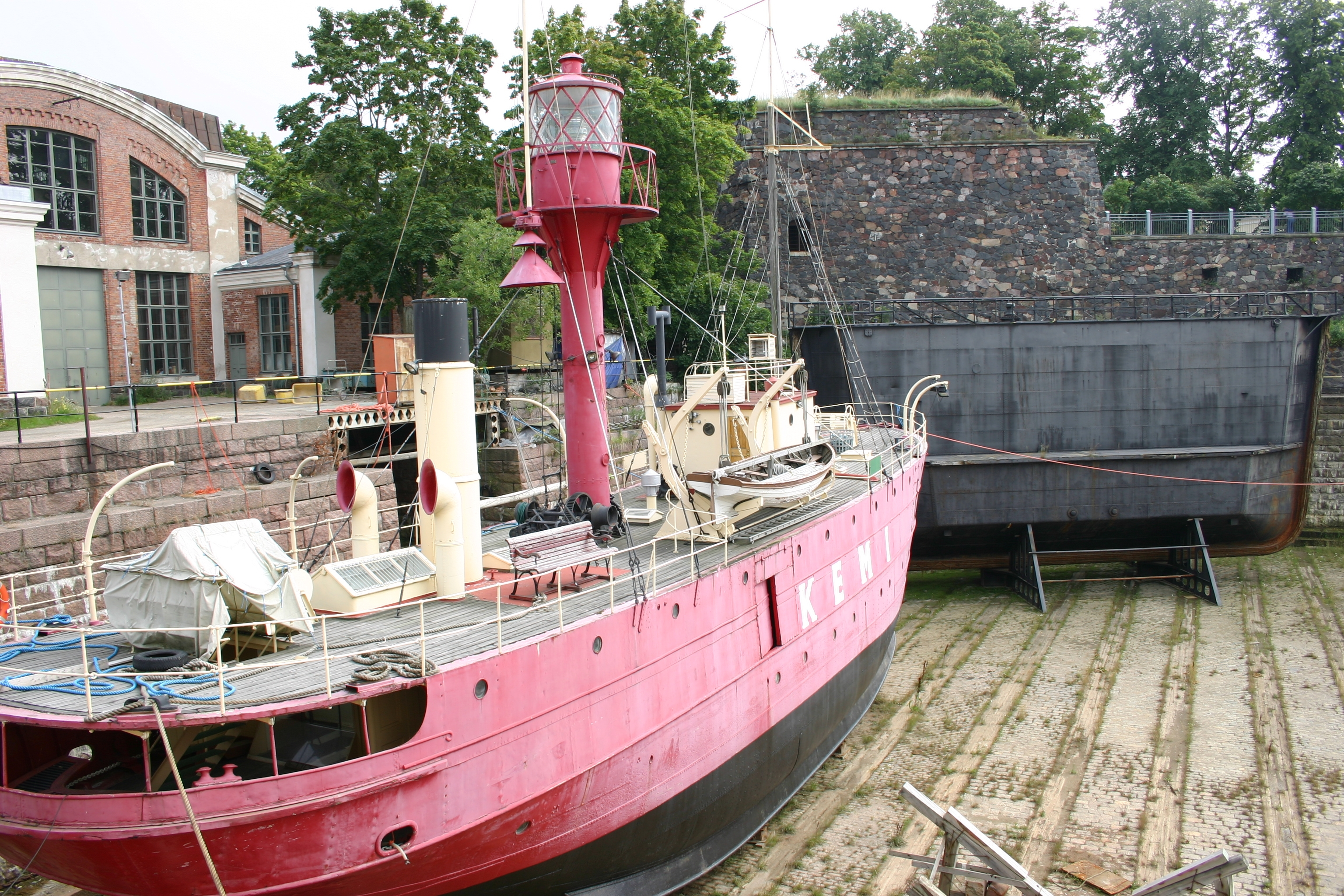
Kemi au chantier naval de Suomenlinna à l'été 2005
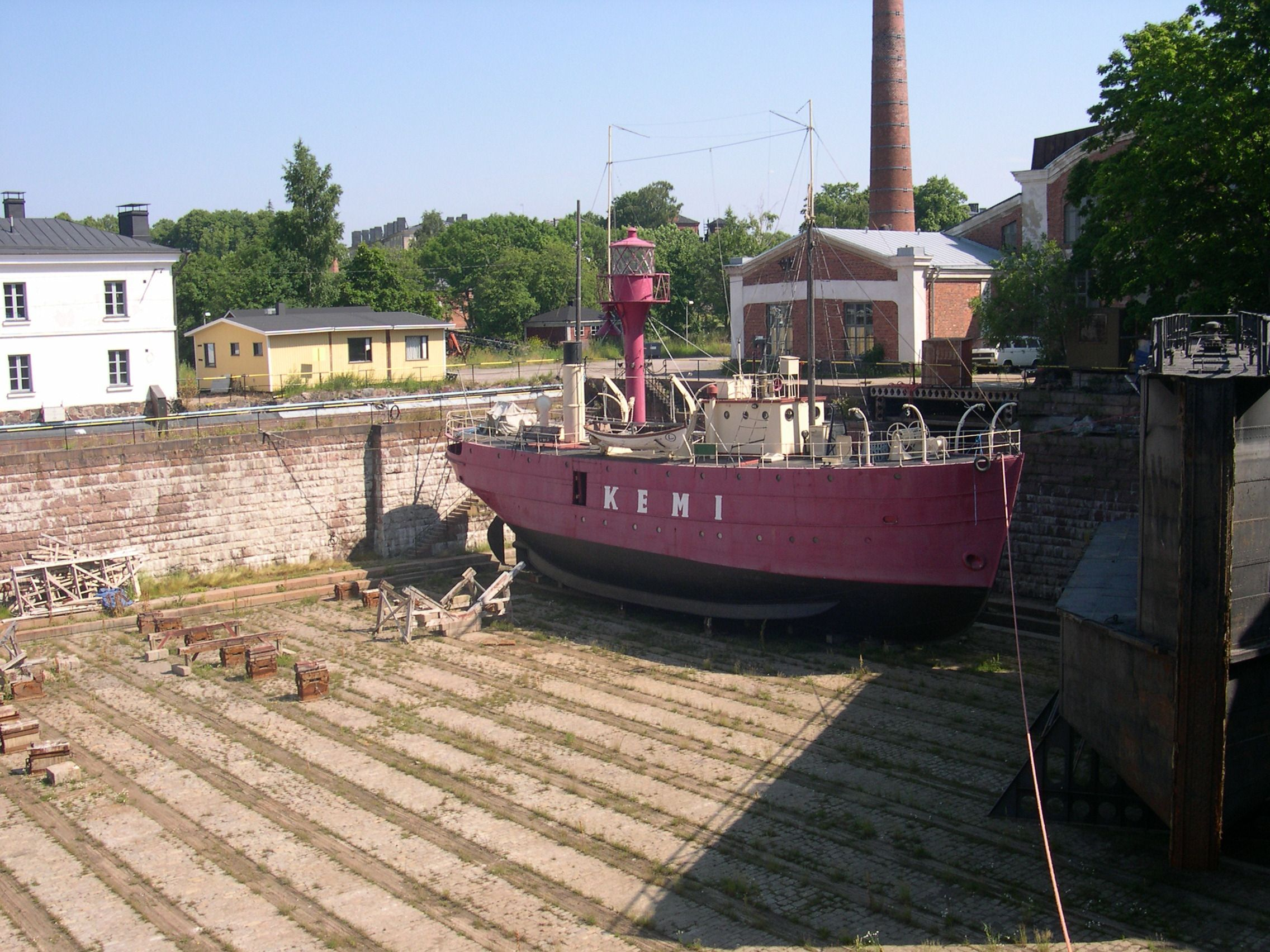